# Anhídrid d'àcid

Anhídrid d'àcid amb el grup funcional marcat de blau

Un anhídrid d'àcid és un compost orgànic que té dos grups acil enllaçats al mateix àtom d'oxigen. Més comunament, els grups acils es deriven del mateix àcid carboxílic, la fórmula dels anhidres serà (RC(O))₂O. Els anhídrids d'àcid poden ser simètrics. Així, (CH₃CO)₂O és anomenat anhidre acètic. També hi ha anhídrids d'àcid mesclats (o no simètrics).

## Anhídrids d'àcid importants
Anhídrid acètic es fa servir àmpliament en la indústria per a preparar èsters d'acetat (per exemple acetat de cel·lulosa). L'anhídrid maleic serveis per preparar resines per copolimerització amb estirè.

### Anhídrids no derivats de l'àcid carboxílic
Un o els dos grups acil poden derivar de l'àcid sulfònic o àcid fosfònic. L'anhídrid mesclat 1,3-bisfosfoglicerat és un intermediari en la formació d'ATP via glucòlisi.

## Preparació
Els anhídrids d'àcid es preparen industrialment de diverses maneres, l'anhídrid acètic es prepara per carbonilació de l'acetat de metil. L'anhídrid maleic es produeix per oxidació del benzè o butà.

## Reaccions
Els anhídrids d'àcid són font de grups acil reactius.
RC(O)OC(O)R + HY → RC(O)Y + RCO₂H
per HY = HOR (alcohols), HNR'₂